# 塞思·格林
塞思·本杰明·葛索-格林（英語：Seth Benjamin Gesshel-Green，1974年2月8日—）是一位美国演员，喜剧演员，配音演员，以及电视制作人。他曾饰演的为人们所熟知的角色包括有《王牌大賤諜》喜剧系列中的邪恶博士的儿子Scott Evil，以及《捉鬼者巴菲》里的Daniel "Oz" Osbourne。 他担任配音的角色包括有《蓋酷家庭》里的克里斯·格里芬，2007年電子游戏《Mass Effect》里的空军上尉“Joker” Moreau。他也是《机器鸡》系列动画片的创作者之一以及制片人。格瑞在其它电影中也有过露面，例如《Rat Race》，《偷天換日》，以及作为一名儿童演员时的《靈異魔咒》。

## 个人经历

### 个人生活
格瑞在西费城，宾夕法尼亚州出生并长大。其母亲Barbara Gesshel是一名艺术家，父亲Herb Green是一名数学老师。他从出生就可算是小有名气，他的出生过程曾被用于一本介绍自然生产的的小册子里。
格瑞从小被按照犹太人的习俗被抚养成人，他曾在伍迪·艾伦的电影《Radio Days》中饰演过一位20世纪40年代的犹太人。

### 职业生涯
格瑞的第一个电影角色出现在1984年电影《A Billion for Boris》中。之后他在1987年电影《爱是非卖品》中饰演帕特里克·丹普西的弟弟Chuckie Miller。同年在伍迪·艾伦的电影《Radio Days》里，他出演过Joe这个角色。1988年，他出演了电影《Big Business》以及《My Stepmother Is an Alien》。除此之外，格瑞还出演过短片系列《靈異魔咒》（饰Richie Tozier，12岁），全部三部《王牌大賤諜系列》电影（饰邪恶博士的儿子，Scott），以及在《全民公敌（Enemy of the State）》与《偷天換日》中饰演计算机专家。他也曾参与演出过电影《Can't Hardly Wait》以及《Without a Paddle》。
格瑞在电视屏幕中的第一次露面是在20世纪80年代的电视节目《Tales from the Darkside》与《Amazing Stories》中。在此期间，他在系列电视剧《兩小無猜》也演出过几次。在一部20世纪90年代早期的电视广告中，他饰演过Rally's Hamburgers的一位柜台收银员。1994年，他与珍妮佛·樂芙·休伊一起出演过一部短期系列剧《Byrds of Paradise》。格瑞也在系列电视剧《捉鬼者巴菲》的第2季至第4季里出演过狼人Daniel "Oz" Osbourne。格瑞还在《Greg the Bunny》，《Tucker》，《X档案》，《70年代秀》，《威尔与格蕾丝》，《Mad About You》，《Reno 911!》，《我家也有大明星》以及《实习医生格蕾》中都曾参加演出过不同角色。
他是喜剧动画片《机器鸡》的创作者与制作人。他在这部动画片中为许多角色配音，甚至以动画的形式进行演出。他在“打倒男孩”乐队的This Ain't a Scene, It's an Arms Race以及「怪人奧爾」揚科維奇的White & Nerdy这两个音乐录像带里出演过配角。2007年9月，他在电视节目The Soup里模仿过网络名人克里斯·克洛克。他还为电子游戏《質量效應》里的飞行员Joker配过音。格瑞还是漫画《Freshmen》的创作者（与Hugh Sterbakov一起）之一。

## 获奖及提名
安妮奖
- 2008: 获奖, "Best Directing in an Animated Television Production" - 《机器鸡：星球大战》

Chlotrudis Awards
- 2004：提名，“最佳男配角”-《Party Monster》

艾美奖
- 2007：提名，"Outstanding Animated Program (For Programming Less Than One Hour)" - 《机器鸡》(shared w/producers & writers)

青少年选择奖
- 2000：提名，"Choice TV Actor" - 《Buffy the Vampire Slayer》
- 2002：提名，"Choice Comedic TV Actor" - 《Greg the Bunny》
- 2005：提名，"Choice Movie Dance Scene" - 《Be Cool》

青年艺人大奖
- 1989: 获奖, "Best Young Actor Guest Starring in a Syndicated Comedy, Drama or Special" - 《The Facts of Life》
- 1992: 提名, "Outstanding Young Comedian in a Television Series" - 《Good & Evil》

## 相关链接
- Recurring characters of That '70s Show（英语：Recurring characters of That '70s Show）
- List of celebrities who have been Punk'd on Seasons 1 to 5